# Elomya rubida
Elomya rubida är en tvåvingeart som först beskrevs av Robineau-desvoidy 1863.  Elomya rubida ingår i släktet Elomya och familjen parasitflugor.
Artens utbredningsområde är Frankrike. Inga underarter finns listade i Catalogue of Life.